# Chak Mai Dass
Chak Mai Dass (em panjabi: ਚੱਕ ਮਾਈ ਦਾਸ) é uma aldeia localizada no distrito de Shaheed Bhagat Singh Nagar, no estado de Punjab, na Índia. Está localizado a 3,7 (2,3 mi) quilômetros de Kultham, 14 (8,7 mi) quilômetros da cidade de Nawanshahr, 25,6 quilômetros (15,9 mi) do distrito Shaheed Bhagat Singh Nagas e 117 quilômetros (73 mi) da capital do estado, Chandigarh. A aldeia, assim como as demais indianas, é governada por um sarpanch, eleito democraticamente pela maioria da população residente no assentamento.

## Demografia
Segundo o relatório publicado pelo Censo da Índia de 2011, a aldeia Chak Mai Dass é composta por um total de 172 casas e a população total é de 811 habitantes, dos quais 417 são do sexo masculino e 394, do sexo feminino. O nível de alfabetização da aldeia é 80.66% maior que a média do estado, a qual é de 75.84%.
Conforme constatação do Censo, 261 pessoas exercem seu trabalho fora da aldeia; dessas, 235 são homens e 26 são mulheres. O levantamento do governo também consta que 94.64% dos trabalhadores ocupam um serviço como trabalho formal e único, enquanto os outros 5.36% estão envolvidos em atividades marginais, trabalhando como meio de subsistência em diferentes lugares em menos de seis meses.

## Educação
Na aldeia, não há nenhuma escola, e os estudantes precisam ir a outras aldeias para estudar; muitas dessas aldeias estão distantes por dez quilômetros. Nas proximidades, destaca-se a Lovely Professional University a 20,8 quilômetros. Outras instituições de ensino também representam papel importante na região, como o Colégio Amardeep Singh Shergill.

## Transporte
A estação de trem mais próxima de Chak Mai Dass é Nawanshahr; no entanto, a estação principal, Garhshankar, está a 12,7 quilômetros (7,9 mi) de distância. O aeroporto mais perto é Sahnewal, localizado a 62 quilômetros, e o aeroporto internacional mais próximo é o Sri Guru Ram Dass Jee, a 129 quilômetros.